# سام (کونگوسی)

سام شهری در شهرستان کونگوسی در استان بام در بورکینافاسوی شمالی است و جمعیت آن ۸۱۴ نفر است.